# Chaîne de Stirling
La chaîne de Stirling est une chaîne de montagne et de collines située dans le Sud-Ouest de l'Australie-Occidentale, à 337 kilomètres au sud-est de Perth. Elle se trouve approximativement à 34° 24′ S et 118° 09′ E, et s'étend sur plus de 60 kilomètres de long d'ouest en est, s'étendant depuis l'autoroute entre le mont Barker et Cranbrook vers l'est jusqu'au-delà de Gnowangerup. Les points remarquables sont le Toolbrunup, le Bluff Knoll (le plus haut sommet à plus d'un millier de kilomètres à la ronde et l'attraction touristique la plus populaire) et une silhouette appelée The Sleeping Lady qui est visible depuis la chaîne de Porongurup.
La chaîne de Stirling est l'une des zones du monde dont la richesse floristique est la plus importante. Quatre-vingt-dix familles, 384 genres et plus de 1 500 espèces de plantes sont présentes dans la chaîne de Stirling, dont 87 ne se trouvent nulle part ailleurs. Cela représente plus d'un tiers de la flore connue du Sud-Ouest de l'Australie, et davantage d'espèces que toute la flore sauvage de la totalité des îles Britanniques.
La chaîne de Stirling est protégée dans le cadre du parc national de Stirling Range, qui fut publié officiellement en 1913, d'une superficie de 1 159 km2. Les activités de loisirs populaires dans le parc comprennent notamment la randonnée, la descente en rappel et le vol à voile. Le camping n'est pas autorisé dans les limites du parc.

## Géographie

### Principaux sommets

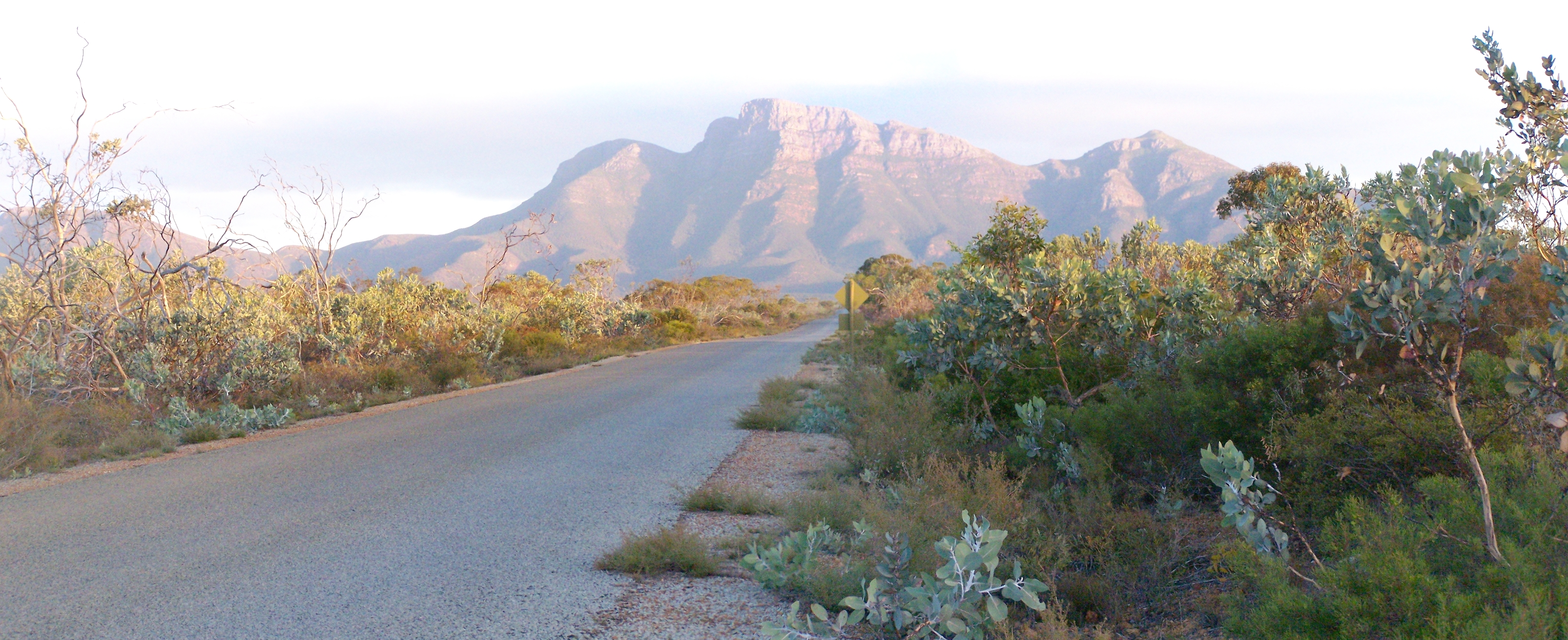
Bluff Knoll, point culminant de la chaîne

- Bluff Knoll -- 34° 22′ S	118° 15′ E
- Mont Hassell -- 34° 22′ S	118° 04′ E
- Mont Magog -- 34° 23′ S	117° 56′ E
- Mont Trio -- 34° 20′ S	118° 06′ E
- Pic Talyuberlup -- 34° 24′ S	117° 57′ E
- Pic Toolbrunup -- 34° 23′ S	118° 02′ E

### Géologie
Les montagnes sont formées de roches métamorphiquess issues de sédiments déposés au cours de l'Édiacarien (comme l'indique la présence de fossiles caractéristiques). Les sédiments furent par la suite métamorphisés en quartzites et schistes et plissés lors de la réactivation des structures sous-jacentes répercutant les déplacements latéraux entre l'Antarcticque et l'Australie. Malgré la relative jeunesse de ces montagnes, les sols sont très pauvres, donnant naissance à une flore de lande riche en espèces.
Constituant de tous côtés le seul obstacle aux déplacements atmosphériques, la chaîne tend également à modifier les conditions météorologiques autour d'elle. Ses pentes les plus élevées reçoivent significativement plus de pluie que les zones environnantes. Le bras du Kalgan (en), qui forme la limite sud du parc, est alimentée en grande partie par les précipitations tombant dans la moitié occidentale de la chaîne.

### Climat

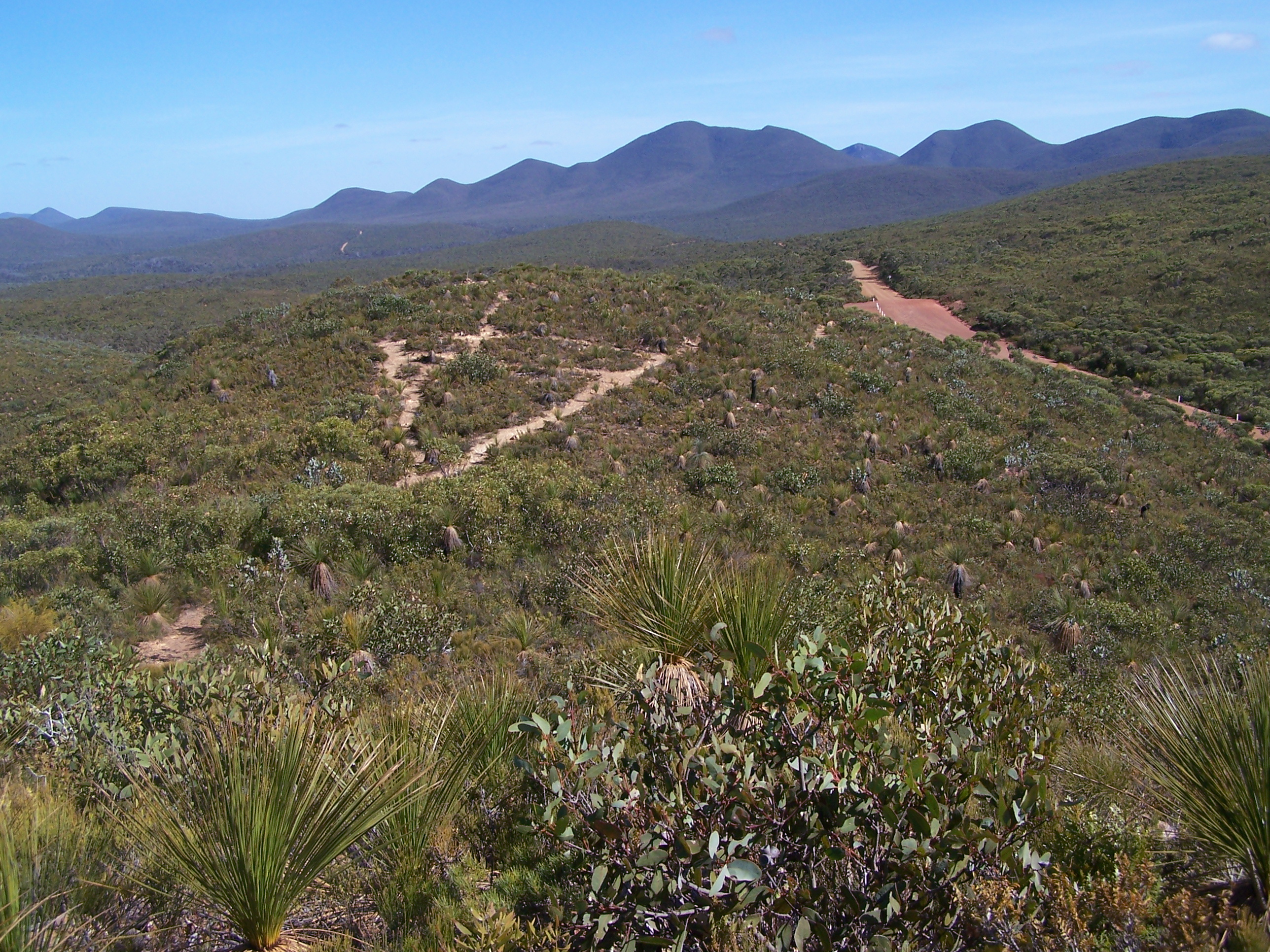
Paysage de lande et chaîne de Stirling vue de l'est

La pluviométrie annuelle dans les plaines autour du parc est très faible comparée avec la pluvieuse chaîne de Porongurups au sud, recevant en moyenne seulement 575 millimètres du côté sud et pas plus de 400 millimètres à Borden du côté nord. Cependant, on estime que les précipitations sur les sommets près du Bluf Knoll pourraient atteindre 1100 millimètres, hypothèse confortée par l'existence de poches de végétation nettement de climat humide dans quelques-unes des hautes vallées. Comme aucun pluviomètre n'a jamais été installé sur les sommets (le changement climatique depuis la fin des années 1960 rend de toute façon peu fiables les enregistrements pluviométriques à court terme), on ne peut pas en être certain. Les pluies tombent surtout de mai à août, l'été étant très fréquemment complètement sec autour de Borden pendant plus d'un mois, avec habituellement de légères averses dans le sud et sur les sommets.
Les températures dans les basses terres sont généralement élevées. En été, le maximum est en moyenne d'environ 30 °C à Borden et d'environ 27 °C dans les plaines du sud. Les minimums estivaux vont d'environ 16 °C dans le sud à 18 °C à Borden. En hiver, la température maximum est habituellement un très agréable 16 °C et le minimum est d'environ 8 °C. Sur le Bluff Knoll, les températures d'hiver vont d'un maximum d'environ 11 °C à un minimum de 3 °C. Ce sont les plus basses températures en Australie-Occidentale et la chaîne de Stirling reçoit occasionnellement des chutes de neige — seul endroit d'Australie-Occidentale où cela se produise régulièrement, même si elles sont habituellement très légères. La neige a été signalée au plus tôt en avril et au plus tard le 19 novembre 1992, mais est le plus souvent confinée à la période de juin à août.

## Histoire

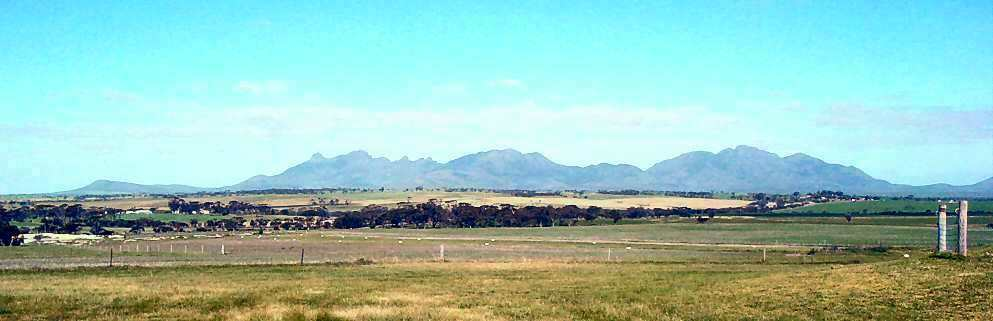
La chaîne de Stirling vue du nord.

Les plaines de la région de la chaîne de Stirling furent le terrain de chasse de petits groupes d'Aborigènes australiens pendant des milliers d'années avant l'installation des Européens. Au moins deux tribus fréquentaient cette zone : les Qaaniyan dans l'ouest, et les Koreng dans l'est. La chaîne de Stirling joua un rôle important dans leur culture, apparaissant dans nombre de légendes du temps du rêve.
Le premier Européen à apercevoir la chaîne de Stirling fut l'explorateur Matthew Flinders, le 5 janvier 1802. Alors qu'il naviguait le long de la côte méridionale de l'Australie, juste à l'est du détroit de King George, il nota :

« à une distance de huit lieues de la côte, il y avait une chaîne de montagnes accidentées. »

Une colonie fut établie au détroit de King George en 1826 et l'année suivante le chef de la colonie, le major Edmund Lockyer, explora le territoire au nord du détroit. En février 1827, il observa au loin

« des montagnes qui s'étendaient vers l'est et vers l'ouest sur environ 40 miles. »

Alexander Collie explora le nord du détroit en 1831. Le 29 avril, il décrivit la chaîne de Stirling et enregistra le nom des principaux sommets. L'année suivante, Robert Dale mena une expédition dans la chaîne. Le 24 janvier 1832, il fit la première ascension enregistrée d'un sommet de la chaîne de Stirling, Toolbrunup. Plus tard en 1835, le gouverneur James Stirling et John Septimus Roe menèrent une expédition d'Albany à Perth. Ils aperçurent la chaîne de Stirling pour la première fois le 3 novembre et en s'en approchant le lendemain, Roe la baptisa de son nom.
La première exploitation de la chaîne de Stirling porta sur la coupe de bois de santal et la chasse au kangourou. La chaîne ne fut jamais consacrée officiellement au pâturage, probablement à cause des nombreux arbustes toxiques qui s'y rencontrent. Toutefois, des pionniers menèrent des moutons dans le sud de la chaîne au cours des années 1850 et dans les années 1860 une sélection fut entreprise[Quoi ?] à la base du mont Trio.
La région qui constitue maintenant le parc national de la chaîne de Stirling fut temporairement réservée en avril 1908 et officiellement publiée comme le troisième parc national d'Australie-Occidentale en juin 1913.